# Göran Åhgren
Carl Göran Åhgren, född 9 maj 1950 i Sunne församling, Värmlands län
, är en svensk journalist, verksam som reporter på Sveriges Televisions nyhetsprogram Rapport. Han har arbetat vid Sveriges Television sedan slutet av 1970-talet som reporter, redaktör och programledare. Under flera år höll han i direktsändningen av offentliggörandet av nobelpriset i litteratur. Åhgren har vikarierat som korrespondent i USA och bevakat många stora nyhetshändelser liksom större idrottsevenemang som till exempel vinter-OS i Sarajevo och fotbolls-VM 2002 i Japan-Sydkorea.
2007 tilldelades Åhgren tidningen Resumés pris Guldkrattan.
Han studerade Rumänska på 1970-talet och har gjort ett stort antal nyhetsinslag, reportage och dokumentärer från Rumänien i SVT.
Åhgren testade i ett Rapportinslag år 2000 vad som händer om man blir skjuten av polisens elchockpistol. Inslaget visades senare som en del i programmet 100 höjdare på Kanal 5 och även i SVT:s Veckans brott 2017.
Den 31 maj 2017 gick Åhgren i pension, men gjorde även efter detta inhopp som vikarie.
Far till regissören Eddie Åhgren och son till Rolf Åhgren, som var klasskamrat med Ingmar Bergman på Palmgrenska samskolan. Rolf Åhgren och Ingmar Bermgan skrev  1934 kortfilmsmanuset med den kryptiska titeln B.J.G.108 till vilket de aldrig lyckades finna finansiering. Våren 2013 gjorde i stället Eddie Åhgren en sex minuter lång stumfilmsversion av manuset som examensarbete på Beckmans designhögskola med flera kända medarbetare involverade.
Göran Åhgren hade en cameo som reporter i filmen Jönssonligan kommer tillbaka (2024) som hans son Eddie regisserade.